# 布恰亞
48°45′25″N 27°4′58″E / 48.75694°N 27.08278°E
布恰亞（烏克蘭語：Бучая），是烏克蘭西部的村莊，隸屬赫梅利尼茨基州的卡緬涅茨-波多利斯基區。該村始建於1388年，面積2.49平方公里，海拔高度252米，2001年人口408。